# عائشة بنت موسى
أم بكار عائشة بنت موسى بن طلحة بن عبيد الله التيمية القرشية (55 هـ - 120 هـ / 675م - 738م) أميرة في الدولة الأموية، وهي ابنة التابعي موسى بن طلحة، وجدها الصحابي الجليل طلحة بن عبيد الله أحد العشرة المبشرين بالجنة، وجدها لأمها الصحابي الجليل أبو بكر الصديق. 
تزوجها الخليفة الأموي عبد الملك بن مروان وولدت له: أبو بكر بن عبد الملك. قال محمد بن سعد البغدادي: «تزوج عبد الملك بن مروان عائشة بنت موسى بن طلحة فولدت له بكاراً وهو أبو بكر ثم هلك فتزوجها علي بن عبد الله بن العباس بن عبد المطلب الهاشمي».

## نسبها
- هي عائشة بنت موسى بن طلحة بن عبيد الله بن عُثْمان بن عَمْرو بن كَعْب بن سَعْد بن تَيْم بن مُرَّة بن كَعْب بن لُؤَيِّ بن غَالب بن فِهْر بن مالك بن قريش بن كنانة التيمية القرشية الكنانية.[4]
- أمها هي: أم حكيم بنت عبد الرحمن بن أبي بكر الصديق بن أبي قحافة بن عامر بن عمرو بن كعب بن سعد بن تيم بن مرة بن كعب التيمية القرشية الكنانية.[5]